# Hugo Häring
Hugo Häring (Biberach an der Riß, 22 de maio de 1882 – Göppingen, 17 de maio de 1958) foi um arquiteto alemão, adscrito ao expressionismo. Teórico da arquitetura alemã, é conhecido pelos seus escritos sobre a arquitetura orgânica e pela sua participação no debate arquitetônico sobre o funcionalismo na década de 1920 e na de 1930.

## Biografia
Discípulo de Theodor Fischer, Häring acreditava que cada edifício somente devia ser desenvolvido em função de um cliente e local específicos. Poucos projetos seus foram construídos, mas teve uma grande influência sobre o seu colega e amigo Hans Scharoun. Häring foi um membro fundador de Der Ring e do CIAM.
Häring fez uma única incursão no cinema, no drama sobre homossexualidade, Mikaël (1924), de Carl Theodor Dreyer, desenhando os fastuosos decorados e o vestuário.